# 雅托巴
雅托巴是巴西马拉尼昂州的一个市镇。总面积387.083平方公里，总人口8248人，人口密度21.3人/平方公里。